# Donata Maria Assunta Gottardi
Donata Maria Assunta Gottardi este o politiciană italiană, membră a Parlamentului European în perioada 2004-2009 din partea Italiei.
1. ↑  Deputații în Parlamentul European